# Melpomene quadrata
Melpomene quadrata är en spindelart som först beskrevs av Kraus 1955.  Melpomene quadrata ingår i släktet Melpomene och familjen trattspindlar.
Artens utbredningsområde är El Salvador. Inga underarter finns listade i Catalogue of Life.